# The Piano Guys
The Piano Guys (en français Les Gars du piano) est un groupe formé de quatre artistes américains (Jon Schmidt, Steven Sharp Nelson, Al van der Beek et Paul Anderson) vivant dans l'Utah, et qui s'est fait connaître sur YouTube. 
Son premier album est mis en vente en décembre 2011, le second l'est en fin d'année 2012. Ce dernier est classé numéro un du Billboard New Age Albums chart 2012.

## Origine du nom
Bien que n'étant pas composé uniquement de pianistes, le groupe s'appelle The Piano Guys en hommage à la façon dont ils se sont rencontrés : Paul Anderson possédait en effet un magasin de pianos à St Georges (Utah). Pour faire connaitre son magasin, il réalisa des vidéos mettant en scène un de ses clients pianistes, Jon Schmidt. Le succès vint petit à petit, ce dernier invita Steven Sharp Nelson à le rejoindre.

## Interprétation musicale
The Piano Guys est un groupe se basant sur la reprise de musique de films, sur celle de morceaux classiques  ou encore de musique actuelle.
Leurs reprises aboutissent souvent à une interprétation très vive.

## Aspect visuel
Ce groupe est aussi réputé pour la qualité visuelle de ses vidéos, où les musiciens se mettent en scène, dans différents lieux et costumes (par exemple, leur reprise de la musique de Star Wars est mise en scène avec un combat de sabres laser — les archets du violoncelliste — dans un vaisseau spatial, avec des bures Jedi et Sith).

## Interprétation instrumentale
The Piano Guys jouent essentiellement sur des instruments classiques (piano et violoncelle dans la plupart des cas), tout en les utilisant d'une manière très contemporaine : ainsi le clapet du piano sert d'instrument de percussion, Steven Sharp Nelson utilise aussi bien son violoncelle comme instrument de percussion en frappant sur la caisse de résonance de son instrument à corde, et en imitation de guitare électrique. 
Le piano est également dénaturalisé. The Piano Guys jouent à cinq sur le même piano, et toujours d'une façon peu ordinaire. En enlevant le clapet du piano à queue ils ont un accès direct aux cordes de l'instrument. Ils les bloquent, les pincent et les frottent avec un archet. Ainsi ils tirent du piano des sonorités inhabituelles.

## Discographie

### Albums

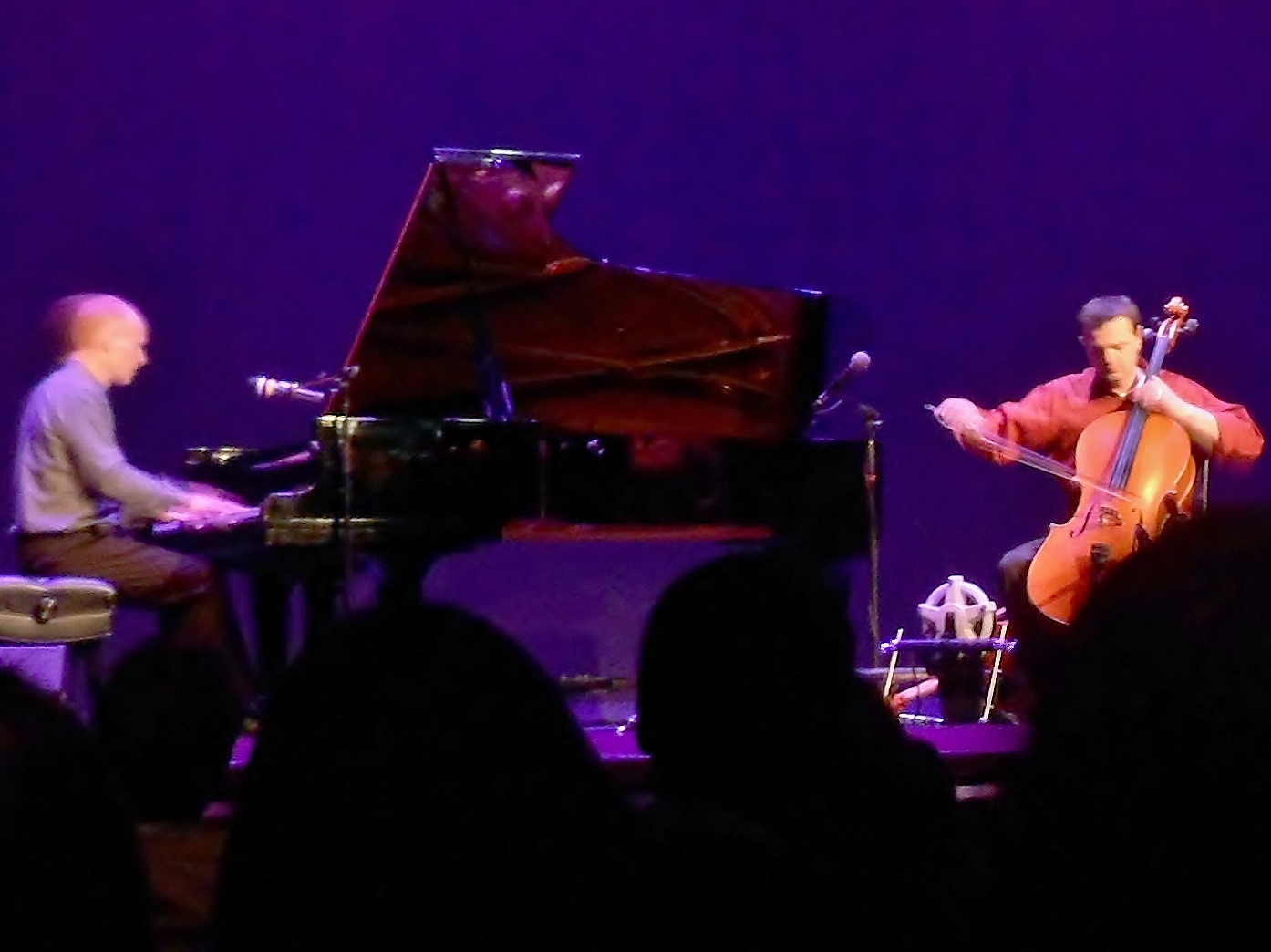
The piano guys en 2012.

- 2011 : YouTube Hits Vol. 1
- 2012 : The Piano Guys
- 2013 : The Piano Guys 2
- 2013 : A family Christmas
- 2014 : Wonders
- 2016 : Uncharted
- 2017 : So Far, So Good
- 2017 : Christmas Together
- 2018 : Limitless
- 2020 : Ten

### Singles
- 2014 : Let it Go
- 2014 : The Mission / How great Thou Art
- 2014 : Story of my life
- 2014 : Batman Evolution
- 2016 : The Jungle Book/ Sarabande